# Piastra siciliana

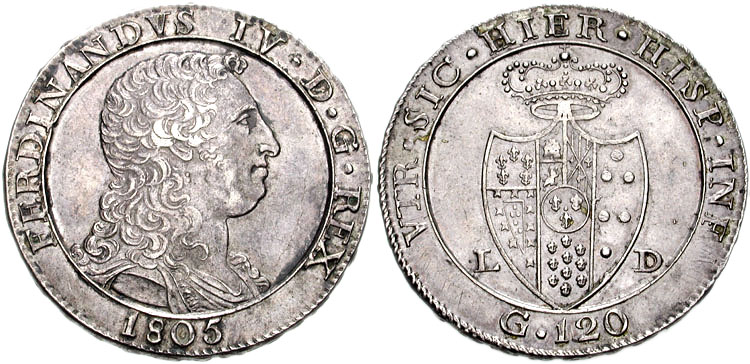
Piastra siciliana del 1805

La piastra fu una valuta del Regno di Sicilia fino al 1816. È chiamata "siciliana" perché emessa nel Regno di Sicilia mentre nel vicino Regno di Napoli invece è chiamata "piastra napoletana". Le due piastre avevano lo stesso valore ma avevano diverse frazioni. La piastra siciliana era suddivisa in 12 tarì, ognuno di 20 grana o 120 piccoli. Esisteva anche l'onza che valeva 30 tarì (2½ piastre).
Nel 1816, dopo l'inglobamento dei regni di Sicilia e di Napoli nel nuovo Regno delle Due Sicilie, fu introdotta un'unica valuta denominata ducato delle Due Sicilie (100 grana) con una moneta d'oro da tre ducati. Presso il popolo rimasero le denominazioni tradizionali di carlino per la moneta d'argento da 10 grana, tarì per quella da 20, mezza piastra (60) e piastra (120).

## Monete
Alla fine del XVIII secolo circolavano monete nei tagli da 3 piccoli, 1, 2, 10 e 20 grani, 2, 3, 4 e 6 tarì, 1 piastra e 1 oncia. Erano coniate in rame fino al valore di 2 grana, mentre i valori superiori erano in argento. Nel 1801, furono introdotte monete in rame da 5 e 10 grana. Una moneta d'oro da 2 once fu emessa nel 1814.
In seguito all'adozione della moneta unica per tutto il regno delle Due Sicilie furono emesse monete in rame nel 1835 e nel 1836 che recavano il nome "siciliana", nei valori di  ½, 1, 2, 5 e 10 grana. Non è chiaro se il termine "siciliana" si riferisce alle Due Sicilie o se invece richiama il vecchio grana siciliano.

## Riveli
In un rivelo del 1607 di Catania, e da uno del 1811 di Avola, si ricava il sistema monetario siciliano :
1 onze = 30 tarì, 1 taro = 20 grani, 1 grano = 6 piccioli.
In entrambi questi documenti storici, la denominazione piastra non è usata. Una moneta siciliana comunemente disponibile alla vendita ai giorni nostri corrisponde a 120 grani, il cui peso ammonta ad un'oncia. Di solito nella descrizione supplementare di questo pezzo d'argento, viene chiamata "piastra". Tuttavia nel 1823, George Crabb nel suo libro, Universal Technological Dictionary Volume 2, riporta che oltre ad avere un valore superiore a onze, tari e grani, un fiorino corrisponde a 120 grani. Crabb nel suo testo, elenca anche altre monete come il ponto, il carlino, il ducato, lo scudo e le loro corrispondenze in grani, tuttavia non menziona mai la piastra.